# Ni-Sturm
La ni-Sturm (anche chiamata ni-Line e letteralmente la tempesta ni) è considerata, secondo i media dell'epoca, la linea d'attacco più forte dell'hockey su ghiaccio svizzero e una delle più forti in Europa. Non a caso Richard "Bibi" Torriani (1911-1988), e i fratelli Hans "Joe" Cattini e Ferdinand "Pic" Cattini sono stati inseriti nella IIHF Hall of Fame. La preposizione ni deriva dall'ultima sillaba dei cognomi dei giocatori. I tre hockeisti hanno reso imbattibile per una quindicina d'anni l'HC Davos e regalato grandi emozioni con i colori rossocrociati.
La squadra di club durante gli anni trenta e quaranta ha vinto praticamente tutto nel panorama hockeistico svizzero. Infatti tra il 1933 e il 1949 i tre attaccanti si ritrovarono a militare nelle file degli "Stambecchi" e ad iniziare a giostrare nella medesima linea offensiva. Il Davos si aggiudicò 13 campionati svizzeri su 15 stagioni disputate (1933-34, 1934-35, 1936-37, 1937-38, 1938-39, 1940-41, 1941-42, 1942-43, 1943-44, 1944-45, 1945-46, 1946-47, 1947-48) e 2 secondi posti (1935-36 e 1948-49), nonché 6 vittorie alla Coppa Spengler (1933, 1936, 1938, 1941, 1942 e 1943) e 7 secondo posti (1935, 1937, 1944, 1945, 1946, 1947 e 1948).
Con la nazionale di hockey su ghiaccio maschile della Svizzera il trio riuscì a strappare alle potenze hockeistiche dell'epoca una medaglia di bronzo Olimpica (Sankt Moritz 1948), una argento mondiale (Davos 1935) e due bronzi (Londra 1937, Zurigo e Basilea 1939
), nonché due ori europei (Davos 1935 e Basilea/Zurigo 1939). In totale contabilizzarono 329 presenze e un bottino di 246 reti (111 partite e 105 gol Torriani, 107 partite e 87 gol Pic Cattini e 111 partite e 54 gol Joe Cattini).
La ni-Sturm è spesso associata ad altre famose linee che in Europa e in America hanno dominato la scena nazionale e internazionale, come ad esempio: Linea KLM (Vladimir Krutov, Igor' Larionov e Sergej Makarov), The Kid Line (Charlie Conacher, Harvey "Busher" Jackson e Joe Primeau) e Kraut Line (Bobby Bauer, Woody Dumart e Milt Schmidt). A livello svizzero difficilmente è possibile fare un paragone, durante gli anni Novanta la linea dell'Hockey Club Lugano e della nazionale composta da Gian-Marco Crameri, Patrick Fischer e Marcel Jenni ha fatto parlare di sé.